# Pieve di Teco
Pieve di Teco est une commune italienne de la province d'Imperia, dans la région Ligurie.

## Administration
| Période                                  | Période | Identité | Étiquette | Qualité |
| ---------------------------------------- | ------- | -------- | --------- | ------- |
| Les données manquantes sont à compléter. |         |          |           |         |
|                                          |         |          |           |         |

### Jumelages
- Bagnols-en-Forêt (France) depuis 1990.

### Hameaux
Acquetico, Calderara, Lovegno, Moano, Muzio, Nirasca, Trovasta.

### Communes limitrophes
Armo, Aurigo, Borghetto d'Arroscia, Borgomaro, Caprauna, Caravonica, Cesio, Pornassio, Rezzo, Vessalico.